# 4-й Одесский международный кинофестиваль
Четвёртый Одесский международный кинофестиваль (укр. Одеський міжнародний кінофестиваль) состоялся в Одессе (Украина) с 12 по 20 июля 2013 года.
Конкурсная программа фестиваля подверглась небольшим изменениям: блок «Украинской национальной кинопремии» разделился на два подблока — полнометражное и короткометражное кино. Внеконкурсная часть состояла из программ «Гала-премьеры», «Украинские гала-премьеры», «Фестиваль Фестивалей» — последних хитов мировых кинофестивалей и уже традиционной для Одесского кинофестиваля программы   «Неделя российского кино». Всего в основной конкурсной программе, как и в прошлом году, было представлено 12 фильмов из пятнадцати стран мира. В украинской — 4 полнометражных и 12 короткометражных фильмов. Главное жюри возглавил украинский режиссёр и кинопродюсер Александр Роднянский, а жюри Национального конкурса — шотландец Марк Казинс.
Новинками внеконкурсной программы этого года стали ретроспективы фильмов Сергея Параджанова и Майкла Уинтерботтома — 8 и 5 фильмов соответственно, а также серия «Специальные показы» и блок «Одесское кино», в котором в основном были показаны короткометражные фильмы одесских режиссёров.
На церемонии открытия 4-го Одесского международного кинофестиваля, которая прошла 12 июля 2013 року в Одесском оперном театре, публике были представлены члены Международного жюри и объявлены фильмы конкурсных программ.
После торжественного прохода по красной дорожке церемонию открыла президент фестиваля Виктория Тигипко. «С каждым годом фестиваль не только растет, но и меняется. 2010 год был знаковым — ведь мы провели первый фестиваль. На втором ОМКФ мы сделали важный шаг — учредили украинский национальный конкурс. На третий год мы нашли свой, правильный формат — фестиваль стал зрительским и «Золотой Дюк» за лучший фильм мы поручили определять вам! Сегодня мы уверены, что это был очень удачный шаг. Именно благодаря нашим замечательным зрителям, на 4-м ОМКФ вас ждет неповторимая атмосфера - и, конечно же, 9 дней хорошего кино», — рассказала со сцены Виктория.
Ярким акцентом церемонии стало вручение первого «Золотого Дюка» 4-го Одесского кинофестиваля. Под бурные овации публики на сцену Оперного театра поднялся почётный гость фестиваля - Эмир Кустурица. Из рук губернатора Одесской области Эдуарда Матвийчука культовому сербскому режиссёру была вручена награда за вклад в киноискусство.

## Жюри
Главное международное жюри Одесского кинофестиваля:
- Александр Роднянский — глава жюри, режиссёр, кинопродюсер и медиаменеджер,  Украина
- Таня Сегачан — кинопродюсер,  Великобритания
- Нана Джорджадзе — кинорежиссёр, актриса, сценарист, художник, преподаватель,  Грузия
- Андрей Курков — писатель, сценарист,  Украина
- Франциска Петри — киноактриса,  Германия

Жюри украинского национального конкурса:
- Марк Казинс — глава жюри,  Великобритания ( Шотландия)
- Тамара Татишвили — кинопродюсер,  Грузия
- Жорж Боллон — основатель международного фестиваля короткометражного кино в Клермон-Ферране,  Франция
- Вадим Храпачёв — композитор,  Украина

Жюри Международной федерации кинопрессы (FIPRESCI):
- Гуннар Бергдал — кинокритик, журналист, режиссер,  Швеция
- Мила Новикова — кинокритик, историк искусств и организатор фестивалей,  Украина
- Деян Петкович — кинокритик, журналист, философ,  Сербия

Эксперты питчинга:
- Ева Диедерикс — соучредитель и административный директор компании Elle Driver,  Франция
- Кирстен Нихуус — исполнительный директор фонда Medienboard Berlin Brandenburg,  Германия
- Филипп Бобер — основатель и исполнительный директор компании Coproducrion Office,  Франция
- Сергей Сельянов — продюсер и директор кинокомпании СТВ,  Россия

## Конкурсная программа

### Конкурсная программа[2]
- «Дорожный патруль» (Drogówka), режиссёр Войцех Смажовский ( Польша)
- «Милая» (Miele), режиссёр Валерия Голино ( Италия,  Франция)
- «Должник» (The Liability), режиссёр Крэйг Вивейрос ( Великобритания)
- «Географ глобус пропил», режиссёр Александр Велединский ( Россия)
- «Опасная иллюзия» (The Necessary dead of Charlie), режиссер Фредрик Бонд ( США)
- «Ланчбокс» (Dabba), режиссёр Ритеш Батра ( Индия,  Франция,  Германия)
- «Люди и звери» (Domestic), режиссёр Адриан Ситару ( Румыния)
- «Грядущее» (Il Futuro), режиссёр Алисия Шерсон ( Чили,  Германия,  Италия,  Испания)
- «Орлы» (Itim ve Nevelot), режиссёр Дрор Сабо ( Израиль)
- «Параджанов», сорежиссёры Серж Аведикян, Елена Фетисова ( Украина,  Франция,  Армения,  Грузия)
- «Простые сложности Нико Фишера» (Oh boy), режиссёр Ян Оле Герштер ( Германия)
- «Длинные светлые дни» (Grzeli Nateli Dgeebi), режиссёры Нана Эквтимишвили, Саймон Гросс ( Грузия,  Германия,  Франция)

### Украинская Национальная конкурсная программа (Украина)
В Украинскую национальную конкурсную программу, вошли 4 полнометражных и 12 короткометражных фильмов украинского производства:

#### Полнометражные фмльмы
- «Delirium», режиссёр Игорь Подольчак
- «Креденс», режиссер Валентин Васянович
- «Не хочу умирать», режиссер Алиса Павловская
- «Параджанов», сорежиссёры Серж Аведикян, Елена Фетисова

#### Короткометражные фильмы
- «Helen», режиссёр Леся Калинская
- «Дорога», режиссёр Максим Ксёнда
- «Кинотеатр „Украина“», режиссёр Максим Мадонов
- «Металлолом», режиссёр Дмитрий Глухенький
- «Нимфо», режиссёр Олег Борщевский
- «Обними», режиссёр Филипп Сотниченко
- «Первый шаг в облаках», режиссёр Алина Горлова
- «Свидание», режиссёр Евгений Матвиенко
- «Поминки», режиссёр Ирина Цилык
- «Сэры и сеньоры», режиссёр Александр Течинский
- «Уроки украинского», режиссёр Руслан Батыцкий
- «Ядерные отходы», режиссёр Мирослав Слабошпицкий

## Внеконкурсная программа

### Фильм-открытие
- «Не угаснет надежда» (All is lost), режиссёр Джеффри (Джей Си) Чендор ( США)

### Кино-Live
- «Восход солнца» (Sunrise: A Song of Two Humans) режиссёр Фридрих Вильгельм Мурнау ( США)

### Гала-премьеры
- «Вечное возвращение», режиссёр Кира Муратова ( Украина)
- «Великая красота» (La Grande Bellezza), режиссёр Паоло Соррентино ( Франция,  Италия)
- «Девушка и смерть» (Het Meisje en de Dood), режиссёр Йос Стеллинг ( Нидерланды,  Россия,  Германия)
- «Элитное общество» (The bling ring), режиссёр София Коппола ( США)
- «Камилла Клодель, 1915» (Camilla Claugel, 1915), режиссёр Брюно Дюмон ( Франция)
- «Когда я умирала» (As I lay dying), режиссёр Джеймс Франко ( США)
- «Властелин любви» (The look of Love), режиссёр Майкл Уинтерботтом ( США,  Великобритания)
- «Лавлэйс» (Lovelace), режиссёры Роб Эпштейн, Джеффри Фридман ( США)
- «Перед полуночью» (Before Midnight), режиссёр Ричард Линклейтер ( США)
- «Лучшее предложение» (La Migliore Offerta), режиссёр Джузеппе Торнаторе ( Италия,  США)
- «Пена дней» (Mood Indigo), режиссёр Мишель Гондри ( Франция,  Бельгия)
- «Страсти Дон Жуана» (Don Jon), режиссёр Джозеф Гордон-Левитт ( США)
- «Порочные игры» (Stoker), режиссёр Пак Чхан Ук ( США,  Великобритания)
- «Милая Френсис» (Frances Ha), режиссёр Ной Баумбах ( США)

#### Украинские гала-премьеры (Украина)
- «Ломбард», режиссёр Любомир Левицкий
- «Синевир», режиссёры Александр Алешечкин, Вячеслав Алешечкин
- «Табор» («Лоли кали шуба»), режиссёр Александр Балагура

### Фестиваль фестивалей
- «Жиротряс» (Larzanandeye Charbi), режиссёр Мохаммад Ширвани ( Иран)
- «Картошка» (Jiseul), режиссёр О Мёль ( Республика Корея)
- «Показательный процесс: История Pussy Riot» (Pussy Riot: A Punk Prayer), режиссёры Майк Лернер, Максим Поздоровкин ( Россия,  Великобритания)
- «Танец реальности» (La danze de la realidad), режиссёр Алехандро Ходоровски ( Чили)
- «Окончательный монтаж — дамы и господа!» (Final cut: Hölgyeim És Uraim), режиссёр Дьёрдь Пальфи ( Венгрия)

### Неделя российского кино (Россия)
- «Игра в правду», режиссёр Виктор Шамиров
- «Долгая счастливая жизнь», режиссёр Борис Хлебников
- «Майор», режиссёр Юрий Быков
- «Небесные жены луговых мари», режиссёр Алексей Федорченко
- «В ожидании моря», режиссёр Бахтиёр Худойназаров ( Франция,  Германия,  Украина,  Казахстан,  Бельгия)
- «Пока ещё жива», режиссёр Александр Атанесян ( Украина)
- «Труба», режиссёр Виталий Манский ( Чехия,  Германия)

### Ретроспектива фильмовСергея Параджанова
- «Андриеш»
- «Тени забытых предков»
- «Киевские фрески»
- «Акоп Овнатанян»
- «Саят-Нова»
- «Легенда о Сурамской крепости»
- «Арабески на тему Пиросмани»
- «Маэстро», режиссёр Александр Кайдановский ( Россия)

### Ретроспектива фильмовМайкла Уинтерботтома
- «Джуд» (Jude), ( Великобритания)
- «Властелин любви» (The look of Love), ( США,  Великобритания)
- «Тристрам Шенди: История петушка и бычка» (Tristan Shandy: A cock and bull story), ( Великобритания)
- «Убийца внутри меня» (The killer inside me), ( США,  Великобритания,  Швеция,  Канада)
- «Круглосуточные тусовщики» (24 hour party people), ( Великобритания,  Франция,  Нидерланды)

### Специальные показы
- «Тысяча и один рецепт влюблённого кулинара» (Shekvarebuli kulinaris ataserti retsepti), режиссёр Нана Джорджадзе ( Украина,  Грузия,  Франция,  Германия,  Россия,  Бельгия)
- «Верность», режиссёр Пётр Тодоровский ( СССР)
- «Измена», режиссёр Кирилл Серебренников ( Россия)
- «Машина Джеймс Менсфилд» (Jayne mansfield's car), режиссёр Билли Боб Торнтон ( США)
- «Моё лето любви» (My summer of love), режиссёр Павел Павликовский ( Великобритания)
- «Рай: Надежда» (Paradies: Hoffnung), режиссёр Ульрих Зайдль ( Франция,  Германия,  Австрия)
- «Поезда под пристальным наблюдением» (Ostre sledovane vlaky), режиссёр Иржи Менцель ( Чехословакия)
- «Приморский бульвар», режиссёр Александр Полынников ( СССР)
- «О детях и кино» (A story of children ahd film), режиссёр Марк Казинс ( Великобритания)
- «Мир Кормана» (Corman's world: Exploits of a Hollywood rebel), режиссёр Алекс Степлтон ( США)

### Фильм-закрытие
- «Замок в Италии» (Un Chateau en Italie), режиссёр Валерия Бруни-Тедески ( Франция)

## Специальные события
Традиционно, одним из самых масштабных событий фестиваля стал концерт под открытым небом на знаменитой Потёмкинской лестнице 12 июля в день открытия фестиваля здесь выступил сербский режиссёр и музыкант — Эмир Кустурица со своими друзьями — The No Smoking OrchestraТакже, по традиции фестиваля, 13 июля там же прошел грандиозный киноперформанс в сопровождении симфонического оркестра —показ кинопоэмы «Восход солнца», снятой классиком немецкого кино-эмпрессионизма Фридрихом Мурнау. Этот фильм обозначил подъем эры звукового кино и получил три статуэтки Оскар на первой в истории церемонии вручения наград Американской киноакадемии.

## Победители фестиваля
Церемония награждения победителей 4-го Одесского международного кинофестиваля прошла 20 июля 2013 в Одесском театре оперы и балета.
Международная конкурсная программа
- Гран-при фестиваля — «Географ глобус пропил», реж. Александр Велединский (Россия)
- Главный приз фестиваля за лучший фильм — «Географ глобус пропил», реж. Александр Велединский (Россия)
- Приз за лучшую режиссуру — Ритеш Батра, «Ланчбокс» (Индия, Франция, Германия)
- Лучшая актёрская работа — актёрский дуэт — Лика Баблуани и Мариам Бокерия «Длинные светлые дни», реж. Нана Эквтимишвили, Саймон Гросс (Грузия, Германия, Франция)
- Специальный приз жюри — «Сэры и сеньоры», реж. Александр Течинский (Украина)

Украинская национальная конкурсная программа
- Приз «Золотой Дюк» за лучший украинский полнометражный фильм — «Параджанов», реж. Серж Аведикян, Елена Фетисова (Украина, Франция, Армения, Грузия)
- Приз «Золотой Дюк» за лучший украинский короткометражный фильм — «Дорога», реж. Максим Ксенда (Украина)
- Дипломы жюри : «Сэры и сеньоры», реж. Александр Течинский (Украина).